# Lista de pinturas de Diogo de Contreiras
Esta é uma lista de pinturas de Diogo de Contreiras, lista não exaustiva das pinturas deste pintor, mas tão só das que como tal se encontram registadas na Wikidata.
A lista está ordenada pela data da publicação de cada pintura. Como nas outras listas geradas a partir da Wikidata, os dados cuja designação se encontra em itálico apenas têm ficha na Wikidata, não tendo ainda artigo próprio criado na Wikipédia.
Diogo de Contreiras executa de 1537 a 1541 uma das suas maiores encomendas, o Retábulo da Colegiada de Ourém, e dois anos depois pinta outro retábulo, este para a Matriz de Ega (Condeixa-a-Nova), obra em que o pintor revela algumas das principais características da sua produção: "o fascínio pelos adereços sumptuários exóticos, em particular os militares, a elegância de poses, o uso de cores primárias de forte impacto visual tornadas mais vibrantes pelo uso envolvente de verdes e azuis acinzentados e, por esta via, um assumido dinamismo cromático muito para além do simples decorativismo da superfície pictórica a que um desenho, por vezes irrepreensível, mais ajuda a valorizar".
| Imagem | Título                                         | Data       | Retrata                                                                                                | Coleção                                | Descrito em |
| ------ | ---------------------------------------------- | ---------- | --- | -------------------------------------- | ----------- |
|        | Ressurreição                                   | 1540       | Jesus Ressurreição de Jesus                                                                            | No/unknown value                       |             |
|        | Calvário                                       | 1540       | Crucificação de Jesus Jesus                                                                            | Museu de Leiria                        |             |
|        | Políptico da Igreja de S. Brás do Campanário   | 1545       | Anunciação Santo António de Lisboa Antão do Deserto Bento de Núrsia Quo vadis? Brás de Sebaste milagre | Museu de Arte Sacra do Funchal         |             |
|        | Anunciação                                     | 1545       | Anunciação                                                                                             | Museu de Arte Sacra do Funchal         |             |
|        | Calvário                                       | 1545       | Crucificação de Jesus Jesus                                                                            | Igreja de São Quintino                 |             |
|        | Milagre de São Brás                            | 1545       | Brás de Sebaste                                                                                        | Museu de Arte Sacra do Funchal         |             |
|        | Quo Vadis?                                     | 1545       | Quo vadis?                                                                                             | Museu de Arte Sacra do Funchal         |             |
|        | Santo António, São Bento e Santo Antão         | 1545       | Santo António de Lisboa Bento de Núrsia Antão do Deserto                                               | Museu de Arte Sacra do Funchal         |             |
|        | Santo António                                  | 1545       | Santo António de Lisboa                                                                                | Igreja de São Martinho (Sintra)        |             |
|        | São Martinho                                   | 1545       | Martinho de Tours                                                                                      | Igreja de São Martinho (Sintra)        |             |
|        | São Pedro                                      | 1545       | São Pedro                                                                                              | Igreja de São Martinho (Sintra)        |             |
|        | São Jerónimo, Santo António e São Dinis        | 1546       | Jerónimo Santo António de Lisboa São Denis                                                             | Museu Nacional Frei Manuel do Cenáculo |             |
|        | Santo António                                  | 1550       | Santo António de Lisboa                                                                                | Convento de Santa Clara                |             |
|        | São Gabriel Arcanjo                            | 1550       | Gabriel                                                                                                | Convento de Santa Clara                |             |
|        | Políptico da Capela da Madre de Deus do Caniço | 1552       | | Capela da Madre de Deus                |             |
|        | Nascimento de São João Baptista                | 1552       | Isabel João Batista                                                                                    | Museu Nacional Frei Manuel do Cenáculo |             |
|        | Cálice                                         | 1552       | | Capela da Madre de Deus                |             |
|        | Pregação de São João Baptista                  | 1554       | João Batista                                                                                           | Museu Nacional de Arte Antiga          |             |
|        | Díptico do Retábulo de Porto da Luz            | 1555       | | No/unknown value                       |             |
|        | Lamentação sobre Cristo Morto                  | século XVI | Pietà Jesus                                                                                            | Museu Nacional Frei Manuel do Cenáculo |             |
|        | Santa Clara                                    | século XVI | Clara de Assis                                                                                         | Museu Nacional Frei Manuel do Cenáculo |             |
|        | São João Baptista                              | século XVI | João Batista                                                                                           | Museu Nacional Frei Manuel do Cenáculo |             |
|        | Natividade                                     | século XVI | Nascimento de Jesus Menino Jesus                                                                       | No/unknown value                       |             |
|        | Pentecostes                                    | século XVI | Pentecostes                                                                                            | No/unknown value                       |             |
|        | São Sebastião                                  | século XVI | São Sebastião                                                                                          | No/unknown value                       |             |
|        | São Vicente                                    | século XVI | Vicente de Saragoça                                                                                    | No/unknown value                       |             |

∑ 26 items.